# Joan Clarke
Joan Elisabeth Lowther Murray, MBE (născută Clarke; n. 24 iunie 1917, Greater London, Anglia, Regatul Unit al Marii Britanii și Irlandei – d. 4 septembrie 1996, Oxfordshire, South East England, Anglia, Regatul Unit) a fost o criptologă și numismată engleză. S-a făcut remarcată prin activitatea sa în descifrarea codurilor la Bletchley Park în timpul celui de-al Doilea Război Mondial. Deși ea nu și-a dorit niciodată să devină cunoscută, pentru rolul ei în proiectul Enigma⁠(d), care a descifrat comunicațiile secrete germane, i-au fost acordate numeroase premii și distincții printre care Ordinul Imperiului Britanic în 1946.

## Tinerețe
Joan Elisabeth Lowther Clarke s-a născut pe 24 iunie 1917 în West Norwood, Londra, Anglia. Ea a fost cel mai mic copil al lui Dorothy (născută Fulford) și al reverdului William Kemp Lowther Clarke. A avut trei frați și o soră.
Clarke a urmat liceul Dulwich High School pentru fete din sudul Londrei și a câștigat o bursă în 1936, pentru a urma Newnham College, Cambridge, unde a obținut o diplomă de primă clasă în matematică. Astfel de studenti sunt cunoscuti la Universitatea Cambridge și sub numele de Wrangler.  I s-a refuzat o diplomă completă, deoarece până în 1948 Cambridge le acorda doar bărbaților.
Abilitățile matematice ale lui Clarke au fost descoperite pentru prima dată de Gordon Welchman, la o clasă de geometrie de la Cambridge. Welchman a fost unul dintre primii patru matematicieni care au fost recrutați în 1939 pentru a supraveghea operațiunile de decodare de la Bletchley Park. După ce a observat abilitățile matematice ale lui Clarke, el a recrutat-o să i se alăture la Bletchley Park și să facă parte din „Codul Guvernului și Școala Cypher” (GCCS). 
GCCS a început în 1939 cu un singur scop: acela de a descifra Codul Enigma German. Mașina Enigma a fost folosită de germani pentru a-și cripta mesajele; credeau cu tărie că acest cod este indestructibil. Clarke a ajuns pentru prima dată la Bletchley Park pe 17 iunie 1940. Ea a fost plasată inițial într-un grup de femei, denumit „Fetele”, care făcea în principal munca de rutină. La acel moment, criptologia nu era considerată o activitate potrivită pentru o femeie în Anglia. Potrivit lui Clarke, ea cunoștea doar o singura altă femeie criptolog care lucra la Bletchley Park. 

## Carieră

### Descifrarea codurilor la Bletchley Park
În iunie 1940, Clarke a fost recrutată de fostul ei supervizor academic, Gordon Welchman, la Government Code and Cypher School (GC&amp;CS).  Ea a lucrat la Bletchley Park în secțiunea cunoscută sub numele de Hut 8 și a devenit rapid singura femeie practicantă a Banburismusului, un proces criptoanalitic dezvoltat de Alan Turing care a redus nevoia de mașini Bombe — dispozitive electromecanice folosite de criptologii britanici Welchman și Turing pentru a descifra criptarea mesajelor germane din timpul celui de-al Doilea Război Mondial.  Prima promovare a lui Clarke a fost la grad de ingvist, poziție concepută pentru a-i oferi bani în plus, în ciuda faptului că nu vorbea o altă limbă. Această promovare a fost o recunoaștere a volumului de muncă și a contribuțiilor ei la echipă.
În 1941, pescadoarele au fost capturate, precum și echipamentele și codurile lor de cifrare. Înainte de a obține aceste informații, haitele de lupi scufundaseră 282.000 de tone de transport maritim pe lună, din martie până în iunie 1941. Până în noiembrie, Clarke și echipa ei au reușit să reducă acest număr la 62.000 de tone.  Hugh Alexander, șeful Hut 8 din 1943 până în 1944, a descris-o drept „una dintre cele mai bune banburiste din secțiune”.   Însuși Alexander era privit drept cel mai bun dintre banburiști. El și IJ Good au considerat procesul mai mult un joc intelectual decât un loc de muncă. „Nu a fost suficient de ușor pentru a fi banal, dar nu a fost suficient de dificil pentru a provoca o cădere nervoasă”.  
Clarke a devenit șef adjunct al Hut 8 în 1944,  deși a fost împiedicată să progreseze din cauza sexului ei și a fost plătită mai puțin decât bărbații. Clarke și Turing au fost prieteni apropiați de la scurt timp după ce s-au cunoscut și au continuat să fie până la moartea lui Turing, în 1954. Aveau multe hobby-uri în comun și personalități similare. Au devenit prieteni foarte buni la Bletchley Park. Turing și-a aranjat turele astfel încât să poată lucra împreună și și-au petrecut, de asemenea, mult din timpul liber împreună. La începutul anului 1941, Turing a cerut-o în căsătorie pe Clarke, iar ulterior a prezentat-o familiei sale. Deși el și-a recunoscut în privat homosexualitatea față de ea - se pare că ea nu a fost dezorientată de revelație - Turing a decis că nu poate duce până la capăt căsătoria și s-a despărțit de Clarke la mijlocul anului 1941. Clarke a recunoscut mai târziu că a suspectat homosexualitatea lui Turing de ceva timp și nu a fost o surpriză atunci când el i-a spus. 

### După război
După război, Clarke a lucrat pentru Cartierul General de Comunicații Guvernamentale (GCHQ). Acolo, în 1947, ea l-a întâlnit pe locotenent-colonelul John Kenneth Ronald Murray, un ofițer de armată pensionat care a servit în India. Au fost căsătoriți de episcopul de Chichester la 26 iulie 1952 în Catedrala din Chichester, unde tatăl ei era canonic.  La scurt timp după căsătorie, John Murray s-a retras de la GCHQ din cauza stării de sănătate fragile iar cuplul s-a mutat la Crail în Fife , unde a locuit la Priorscroft, 14 Nethergate.  S-au întors la muncă la GCHQ în 1962, unde Clarke a rămas până în 1977, când s-a pensionat la vârsta de 60 de ani  
După moartea soțului ei în 1986, Clarke s-a mutat la Headington, Oxfordshire, unde și-a continuat cercetările în domeniul monedelor. În anii 1980, ea l-a asistat pe Sir Harry Hinsley cu apendicele la volumul 3, partea 2 din British Intelligence in the Secnd World War. Ea a ajutat, de asemenea, istoricii care studiau descifrarea codurilor în timpul războiului la Bletchley Park. Datorită secretului continuu în rândul criptoanaliștilor, amploarea completă a realizărilor ei rămâne necunoscută.

### Interesul numismatic
După ce și-a întâlnit soțul, care a publicat lucrări despre monedele scoțiene din secolele al XVI-lea și al XVII-lea, Clarke a dezvoltat un interes pentru istoria numismaticii .  Ea a stabilit secvența seriei complexe de unicorn de aur și monede grele de crupe care erau în circulație în Scoția în timpul domniilor lui Iacob al III-lea și Iacob al IV-lea . În 1986, cercetarea ei a fost recunoscută de Societatea Britanică de Numismatică atunci când i s-a acordat medalia de aur Sanford Saltus. Numărul nr. 405 al Circularei numismatice a descris lucrarea ei pe această temă drept „magistrală”.

## Deces
La 4 septembrie 1996, Clarke a murit în casa ei din 7 Larkfields, Headington Quarry. O placă albastră Oxfordshire a fost dezvelită pe casa ei pe 27 iulie 2019. 

## Portret în adaptare
Clarke a fost interpretată de Keira Knightley în filmul The Imitation Game (2014), alături de Benedict Cumberbatch în rolul lui Alan Turing.  Nepoata supraviețuitoare a lui Turing, Inagh Payne, a descris-o pe Clarke ca fiind „mai degrabă simplă” și a considerat că Knightley a fost distribuită în mod nepotrivit să joace rolul lui Clarke.  De asemenea, biograful lui Turing, Andrew Hodges, a criticat filmul, declarând că scenariul „a construit relația cu Joan mult mai mult decât era de fapt”.
În schimb, un articol al jurnalistului BBC Joe Miller a afirmat că „povestea lui Clarke a fost imortalizată”. În ceea ce privește filmul în sine, regizorul Morten Tyldum a susținut că acesta demonstrează cum Joan Clarke a reușit în domeniul său, în ciuda faptului că a lucrat într-o perioadă „în care inteligența nu era cu adevărat apreciată la femei”. 
Knightley a fost nominalizată la Premiul Oscar pentru cea mai bună actriță în rol secundar la cea de-a 87-a ediție a Premiilor Oscar pentru interpretarea ei în rolul lui Clarke. 